# Isabelle Laffont
 (octobre 2023).
Pour les articles homonymes, voir Laffont.
Isabelle Laffont est une éditrice française née en 1951.

## Biographie
Elle est présidente des éditions Jean-Claude Lattès depuis juin 2014. Elle a été directrice générale des éditions Jean-Claude Lattès entre 1995 et 2014.
Elle est la fille de Robert Laffont et la sœur de Laurent Laffont, Patrice Laffont et Anne Carrière. Elle est l'épouse de Richard Ducousset, le directeur des éditions Albin Michel.